# Бархатные складчатогубы
Бархатные складчатогубы (лат. Molossus) — род летучих мышей семейства складчатогубых (Molossidae), живущих в Центральной и Южной Америках.
Этимология от греч. μολοσσός, ссылаясь на давно вымершую породу собак, которая считается предком сегодняшних собак типа мастиф, которых часто называют «молоссы».

## Внешний вид и строение
Длина головы и тела: 50—95 мм, хвост: 20—70 мм, предплечья: 33—60 мм, масса тела: 10—30 г. Окраска красно-коричневая, каштановая, тёмно-коричневая, рыже-коричневая, вплоть до чёрного. Некоторые виды имеют длинный двухцветный мех, тогда как у других короткий, пушистый, одноцветный мех. Внешне эти летучие мыши напоминают представителей родов Tadarida и Molossops, но они отличаются характеристиками черепа и зубов. Основания ушей сходятся на лбу. Горловой мешок может присутствовать.

## Образ жизни
Встречаются в различных тропических биотопах и питаются исключительно насекомыми. Днюют в зданиях, дуплах деревьев, бревнах, норах, в листьях пальм и в пещерах, часто встречается на чердаках с оцинкованной кровлей, где температура может достигать 55 ° C. Селятся группами до сотни особей. Эти летучие мыши начинают летать в начале вечера, часто еще до захода солнца. Из-за того, что их крылья узкие и длинные, они быстрые, но не очень маневренные летуны, предпочитающие охотиться в открытом небе и обычно на большой высоте.

## Виды
- Molossus aztecus
- Molossus barnesi
- Molossus coibensis
- Бондский складчатогуб (Molossus currentium)
- Складчатогуб Палласа (Molossus molossus)
- Складчатогуб Миллера (Molossus pretiosus)
- Чёрный складчатогуб (Molossus rufus)
- Синалоаский складчатогуб (Molossus sinaloae)
- Molossus trinitatus